# Ludwig Kerscher
Ludwig Ferdinand Kerscher (* 18. August 1912 in München; † 5. Oktober 1969 ebenda) war ein deutscher Schauspieler bei Bühne und Film.

## Leben und Wirken
Der Sohn des Postinspektors Franz Kerscher und dessen Frau Hedwig, geb. Brüstle, besuchte eine Mittelschule und erhielt seine Berufsausbildung bei Max Weydner, unter dessen Intendanz er 1929 in dem Bereich Oper/Operette am Stadttheater Landshut debütierte. Nach seinem Abschied von Landshut im Jahr 1931 ist Kerscher erst 1934 wieder mit einem Engagement nachzuweisen, diesmal an der Münchner Bauernbühne.
1936 wurde der Filmunerfahrene mit der Haupt- und Titelrolle des Standschützen Bruggler in dem gleichnamigen Weltkriegsdrama besetzt und schlagartig bekannt. Kerscher spielte in den vier Folgejahren bis kurz nach Ausbruch des Zweiten Weltkriegs in neun weiteren Filmen kleine bis mittelgroße Rollen. Oftmals wurde er als bodenständige Type eingesetzt, darunter mehrfach in weiß-blauen Geschichten und Heimatfilmen. Er war der Knecht Michl in Die Jugendsünde, der Jungbauer Stiegler Hartl in Spiel auf der Tenne, der Gastwirt Toni Schöbinger in Das Abenteuer geht weiter an der Seite von Johannes Heesters und der Kärntner Bauer Kluiber in Luis Trenkers Der Feuerteufel. Sein Part des Bergsteigers Bruno Pirk in dem Heimatfilm Im Schatten des Berges war Kerschers letzter Kinoauftritt.
Anfang 1940 wurde der 27-Jährige zur Wehrmacht eingezogen und soll nach 1943 an der Ostfront in Kriegsgefangenschaft geraten sein. Kerscher stand 1944 in der Gottbegnadeten-Liste des Reichsministeriums für Volksaufklärung und Propaganda.
In der Nachkriegszeit lebte Kerscher wieder in seiner Heimatstadt und arbeitete nunmehr als kaufmännischer Angestellter. Er starb 1969 in seiner Wohnung in der Perhamerstraße 53 in München.
Die Schauspielerin Melitta Tegeler ist Ludwig Kerschers Tochter. Auch sein Enkel Nicolai Tegeler hat den Schauspielberuf ergriffen.

## Filmografie
- 1936: Standschütze Bruggler
- 1936: Die Jugendsünde
- 1937: Spiel auf der Tenne
- 1937: Der Katzensteg
- 1938: Das Abenteuer geht weiter
- 1939: Grenzfeuer
- 1939: Der arme Millionär
- 1939: Der Feuerteufel
- 1940: Liebesschule
- 1940: Im Schatten des Berges

## Hörspiele
- 1950: Walter Netzsch: Der Fall R. Kal – Regie: Willem Holsboer